# Берсерк!
«Берсерк!» (англ. Berserk!) — британский детективный триллер Джими О’Конноли 1967 года.

## Сюжет
Моника Риверс и Дорандо являются совладельцами бродячего цирка в Британии. Моника выступает в качестве конферансье, а Дорандо ведёт финансовые дела. Когда канатоходец Гаспар Великий погибает, его канат порвался, полиция начинает расследование, но не обнаруживает преступника. Бесстрастная реакция Моники на эту трагедию встревожила Дорандо. Когда она говорит, что смерть Гаспара будет хорошей рекламой, он просит её выкупить его долю, но она отказывается. Моника нанимает нового канатоходца, Фрэнка Хокинса. Он не только красив, но и дерзок, исполняя свой номер над ковром из острых штыков. Моника впечатлена, особенно его телосложением. Тем временем, деловой партнёр Моники, Дорандо, найден жестоко убитым. Подозрение в виновности Моники растёт среди членов цирковой труппы. В частности, Хокинс подозревает её, поскольку видел, как она выходила из трейлера Дорандо незадолго до того, как было обнаружено тело. Он шантажирует Монику, требуя долю в цирке за своё молчание.
После серии успешных выступлений цирка по всей Великобритании, дочь Моники, Анджела, будучи исключённой из школы, появляется в цирке. Не зная, что делать со своей непослушной дочерью, Моника ставит её в пару с метателем ножей Густаво. Другая участница цирковой труппы, Матильда, безуспешно пытается соблазнить Хокинса, о чём узнаёт Моника. Во время выступления Матильды, трюк фокусника с участием иллюзии распиливания пополам, случается неисправность в оборудовании, и Моника погибает. Несколько вечеров спустя, во время своего выступления на высоком канате, Фрэнк получает удар ножом в спину, падает на штыки и погибает. Анжела замечена бросающей в него нож перед его роковым падением. Она сознаётся и раскрывает свой мотив. Она внутренне обижалась на то, что мать игнорирует её, что её нет в этой жизни. Таким образом, убийства были актами «устранения» тех, кто отнимал у матери время и внимание для девушки.

## В ролях
- Джоан Кроуфорд — Моника Риверс
- Тай Хардин — Фрэнк Хокинс
- Диана Дорс — Матильда
- Майкл Гоф — Альберт Дорандо
- Джуди Гисон — Анджела Риверс
- Роберт Харди — детектив Супт Брукс
- Джеффри Кин — комиссар Долби
- Сидни Тафлер — Харрисон Листон
- Джордж Клейдон — Бруно Фонтанс
- Филипп Мадок — Ласло
- Амброзина Филпоттс — мисс Берроуз
- Томас Симарро — Гаспар
- Питер Бертон — Густаво
- Голда Казимир — бородатая леди
- Тед Лун — человек-скелет
- Милтон Рид — силач
- Марианна Стоун — Ванда
- Мики Иверия — гадалка
- Говард Горни — Эмиль
- Реджинальд Марш — сержант Хатчинс
- Брайан Прингл — констебль Брэдфорд

## Производство
Это было первое сотрудничество Хермана Коэна с Columbia Pictures. В августе 1966 года Джоан Кроуфорд присоединилась к касту, съёмки должны были начаться в октябре в Лондоне. Коэн признался, что сценарий был написан специально под Кроуфорд.
Херман Коэн хотел взять на роль Анджелы Кристину Кроуфорд, однако Джоан категорически отвергла эту идею. Тогда вместо неё на эту роль взяли Джуди Гисон.
Рабочие названия фильма «Кровавый цирк» или «Цирк страха», название «Берсерк!» предложила сама Кроуфорд.

## Релиз
«Берсерк!» вышел в прокат 6 декабря 1967 года в Великобритании, в США премьера фильма состоялась 11 января 1968 года. Фильм имел в прокате успех, отчего окупился. В Северной Америке фильм собрал более 1 100 000 долларов и занял 85-е место в списке самых кассовых фильмов 1968 года. Кассовые сборы за рубежом почти удвоили эту сумму — 2 095 000 долларов. Это сделало Берсерка! самый успешным фильмом в карьере Херман Коэн.
Фильм никогда не издавался на видео. В 2011 году фильм был выпущен на DVD как часть серии Columbia Classics DVD Collection. В 2018 году компания Mill Creek Entertainment выпустила фильм на Blu-ray вместе с другим фильмом с участием Кроуфорд «Смирительная рубашка».

## Критический приём
Говард Томпсон в обзоре для The New York Times сравнивал фильм с другой картиной на схожую тему — «Цирком ужасов». Он хвалил режиссёра за антураж, цирковые номера в фильме и саспенс. Также он отметил игру Джоан Кроуфорд.